# Vickers Vampire
Il Vickers F.B.26 Vampire era un aeroplano biplano monomotore, realizzato dall'azienda aeronautica britannica Vickers durante la prima guerra mondiale.
Sviluppato dal precedente F.B.12 l'aereo era concepito per l'impiego come caccia notturno, ma ne venne approntato anche un esemplare destinato a compiti di attacco al suolo. La Vickers non ricevette ordini d'acquisto da parte della Royal Air Force che preferì optare per il Sopwith Salamander.

## Storia del progetto
Quando apparve, nel maggio del 1917, l'F.B.26 presentava un design curiosamente involutivo: dotato di motore disposto in configurazione spingente, abitacolo a gondola agganciato direttamente al piano alare superiore e impennaggio sostenuto da doppio trave di coda tubolare, appariva decisamente superato per il periodo e tradiva la discendenza dall'F.B.12 dell'estate precedente, per quanto fosse una macchina considerevolmente più sofisticata e dotata di un motore dalla potenza pressoché doppia rispetto a quello installato sul predecessore.
Per quanto la data del primo volo non venga indicata con esattezza (si trovano indicazioni generiche circa la primavera o il mese di luglio del 1917), è certo che il 25 agosto di quello stesso anno il primo prototipo sia precipitato nel corso di un test di volo condotto dal pilota collaudatore della Vickers, Harold Barnwell, che perì nell'incidente.
In seguito vennero costruiti tre esemplari soggetti a modifiche nella struttura alare, nella disposizione dei radiatori e nell'elemento verticale dei piani di coda; a posteriori, in seguito all'adozione ufficiale del sistema di nomenclatura introdotto nel maggio del 1918, questi esemplari furono denominati Vampire Mk I.
Nel frattempo era stata introdotta una seconda serie di modifiche, secondo alcuni sperimentate sul secondo dei tre Mk I, destinata a fare del Vampire un velivolo da "mitragliamento trincee". Gli esemplari così modificati erano dotati di una terza mitragliatrice e di placche corazzate ed equipaggiati con un motore rotativo Bentley BR2; in questo caso l'aereo fu indicato come F.B.26A o Vampire Mk II.
Le fonti non sono tuttavia univoche nei dettagli e mentre alcuni indicano che i "Mk II" non furono mai completati, altri forniscono anche l'indicazione relativa allo studio di un possibile impiego del motore ABC Dragonfly, a causa dell'indisponibilità dei Bentley BR2.

## Tecnica

### Cellula

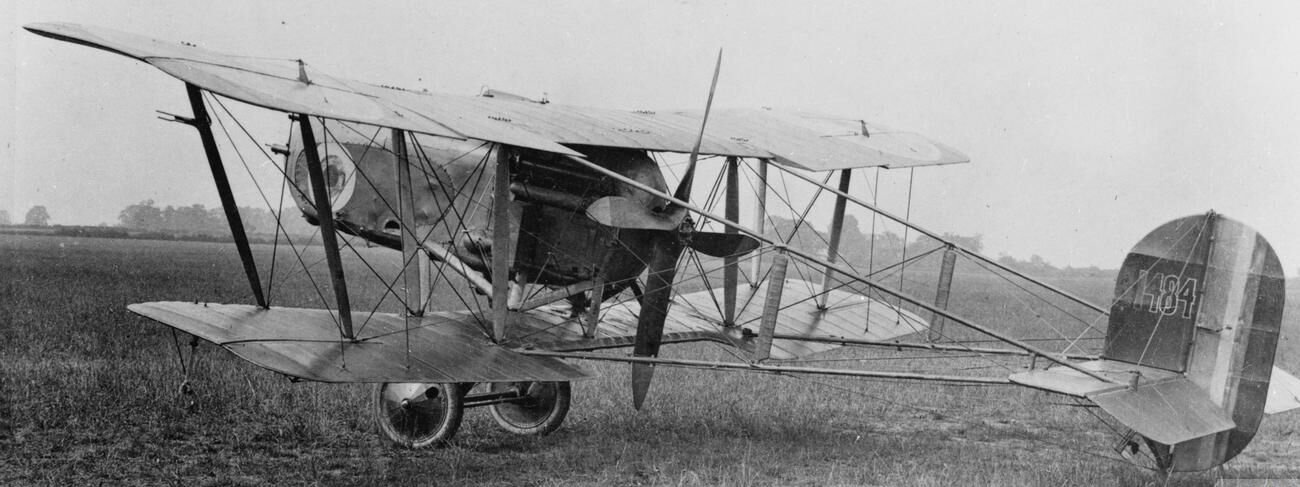
Un Vampire sul campo di volo; si noti l'ampia elica quadripala, in configurazione spingente.

Il Vickers Vampire era un biplano sesquiplano; i due piani alari, disposti tra loro leggermente sfalsati (quello inferiore più vicino alla coda del velivolo), erano tra loro collegati da due coppie di montanti la cui funzione era integrata da cavetti disposti diagonalmente.
All'altezza della coppia interna di montanti partivano due coppie di tubi metallici che si univano, formando due ampie "V" con il vertice al posteriore del velivolo, per sostenere i piani di coda monoplani.
La fusoliera era costituita da una gondola agganciata al piano alare superiore che all'estremità anteriore alloggiava l'armamento, nella zona centrale la cabina di pilotaggio e nella zona posteriore il motore, disposto in configurazione spingente. Nella parte inferiore la fusoliera era collegata con il piano alare sottostante tramite un'incastellatura tubolare, in corrispondenza della quale erano agganciate anche le gambe del carrello d'atterraggio. Le ruote di quest'ultimo, dotate di pneumatico singolo e cerchi pieni, erano tra loro collegate da un assale rigido. Nella zona posteriore era presente un pattino d'atterraggio, collegato all'elemento verticale dei piani di coda.

### Motore
Gli esemplari della serie Mk I del Vampire erano equipaggiati con il motore Hispano-Suiza 8, conosciuto all'epoca come "200 hp Hispano-Suiza" in virtù della potenza nominale sviluppata (pari quindi a 149,14 kW). Si trattava di un motore a V di otto cilindri raffreddato a liquido. La variante Mk II montava invece il motore rotativo Bentley BR2 da 230 hp (171,51 kW). Disposti in configurazione spingente, questi motori azionavano un'elica quadripala.

### Armamento
Originariamente equipaggiato con una singola mitragliatrice Lewis calibro .303 in (7,7 mm), venne ben presto modificato e fin dalle prime prove risulta presente una seconda arma dello stesso tipo. In aggiunta all'armamento fu proposto di installare un collimatore di tipo "Aldis" e di renderne possibile sia l'elevazione che la depressione rispetto all'asse orizzontale dell'aereo.
In un secondo momento al fine di incrementarne la potenza di fuoco, almeno in uno dei Vampire, fu introdotto un dispositivo denominato "Eaman" grazie al quale era possibile installare sull'aereo tre mitragliatrici Vickers tra loro parallele e sistemarle con un'inclinazione che, a seconda della necessità, poteva assumere angolazione massima di 45°. All'atto pratico, tuttavia, questa soluzione si rivelò inefficiente.

## Impiego operativo
Tra gli ultimi aerei a configurazione spingente realizzati nel corso del conflitto, il primo Vampire I fu consegnato all'Aeroplane and Armament Experimental Establishment presso la Royal Air Force Station Martlesham Heath tra la fine del 1917 e l'inizio dell'anno successivo. Nel mese di febbraio del 1918 lo stesso esemplare fu preso in carico dal N° 141 Squadron per una serie di valutazioni che si conclusero con la determinazione che il modello non era adatto per il ruolo di caccia.
Il progetto venne tuttavia preso in considerazione per compiti di attacco al suolo e in tale ottica il secondo esemplare fu modificato nella fusoliera, dotata di protezioni passive contro il fuoco proveniente da terra. Le fonti non chiariscono se l'azienda sia riuscita a completare oppure no un lotto di sei esemplari destinati a questo compito; tuttavia la RAF aveva già scelto di affidarsi allo Sopwith Salamander e ben presto la fine del conflitto giunse a porre fine alla vita del Vampire.

## Versioni
- F.B.26 (Vampire I): prima versione del velivolo, dotata di motore Hispano-Suiza 8 raffreddato a liquido; destinato ad operare come aereo da caccia. Dopo la distruzione del primo esemplare, prototipo della serie, furono introdotte modifiche nella struttura alare, nella disposizione dei radiatori e nell'elemento verticale dei piani di coda. Il terzo esemplare, modificato ulteriormente, funse da apripista per la seconda versione.
- F.B.26A (Vampire II): variante modificata per compiti di attacco al suolo. Dotata di blindatura a difesa del posto di pilotaggio ed equipaggiata con il motore radiale Bentley BR2, avrebbe dovuto essere realizzata in sei esemplari che non tutte le fonti indicano essere stati realmente completati.

## Utilizzatori
Regno Unito
- Royal Flying Corps (dal 1º aprile 1918 forza armata autonoma con il nome di Royal Air Force)

### Annotazioni
1. ↑  La sigla F.B. indica "Fighting Biplane", biplano da combattimento
2. ↑  una sorta di aereo da appoggio tattico ante litteram
3. ↑  Questo Archiviato il 14 settembre 2016 in Internet Archive. è un esemplare esposto allo "Smithsonian's National Air and Space Museum"

### Fonti
1. 1 2 3 4 5 6 7  Vickers F.B.26A Vampire II, in "www.airwar.ru".
2. 1 2 3  Andrews, 1968, p. 75.
3. 1 2 3 4 5 6 7 8 9 10 11 12 13 14 15 16 17  Vickers F.B.26 Vampire, in "www.aviastar.org".
4. ↑  Milestones - The Vickers machines, in "www.flightglobal.com".
5. 1 2  Andrews, 1968, p. 67.
6. ↑  Vickers F.B.26 Vampire, in "www.airwar.ru".
7. ↑  Fatal accidents, in "www.flightglobal.com".
8. 1 2 3 4  Andrews, 1968, p. 68.
9. 1 2  Whittaker, 1919, p. 92.

### Pubblicazioni
- (EN) Milestones - The Vickers machines, in Flight, Sutton, Surrey - UK, Reed Business Information Ltd., 12 giugno 1919,  pp. 760-769. URL consultato il 21 agosto 2016.
- (EN) Fatal accidents, in Flight, Sutton, Surrey - UK, Reed Business Information Ltd., 30 agosto 1917,  p. 896. URL consultato il 30 agosto 2016.